# Carl Brummer
Carl Harald Brummer (født 12. juli 1864 på Oregård ved Bogense, død 14. februar 1953 i Skovshoved) var en dansk arkitekt, der var toneangivende i villabyggeriet i begyndelsen af det 20. århundrede. Han tegnede primært luksuriøse privatboliger til det højere borgerskab. I løbet af sin karriere bevægelse Brummer sig gennem stilarterne nationalromantik, nybarok og nyklassicisme. Han har humoristisk og levende beskrevet sit levnedsforløb og sin karriere i selvbiografien Mennesker, huse – og hunde. Han var nevø til Nicolai Abraham Brummer.

## Uddannelse
Brummer blev født i skæbneåret 1864 på Oregård som søn af forpagter Hans Frederik Brummer og Ida Amalie Christensen. Han blev først tømrersvend og gennemgik Det Tekniske Instituts bygningsskole. Han blev optaget på Kunstakademiet 1888 og tog afgang 1896. Undervejs arbejdede Brummer som medhjælper for Ferdinand Meldahl og (i otte år) hos H.B. Storck. Hans trofaste læretid hos Meldahl gjorde at han – formentlig uforvarende – kom til at stå i opposition til nationalromantikkens oprørske arkitekter omkring Martin Nyrop. Modsat folk af samme generation, såsom Martin Borch og Kristoffer Varming, fik Brummer da heller ikke nogen offentlig ansættelse.

## Hæder
Det skortede til gengæld ikke på faglig anerkendelse. To gange, 1907 og 1911, vandt han Årsmedaillen (Eckersberg Medaillen) for sine villaer, og han hjemtog i 1913 guldmedalje fra Leipzig. 1921 vandt han Grand Prix i Gent, og tre år senere opnåede han den sjældne ære at blive Honorary Corresponding Member of the Royal Institute of British Architects. Siden fik han Akademisk Arkitektforenings Æresmedaille 1942 og blev slutteligt æresmedlem af foreningen i 1944. Brummer var Ridder af Dannebrog og Dannebrogsmand og bar den Franske Æreslegion samt den italienske Krone Orden.

## Tillidshverv
Derudover var han formand for Selskabet for dekorativ Kunst 1906-07 og for Akademisk Arkitektforenings Udvalg for bedre byggesæt på landet 1913-15, næstformand for Landsforeningen Bedre Byggeskik fra 1915, formand for Akademisk Arkitektforening 1922-24, medlem af Akademiraadet 1917-23 samt medlem af Kommissionen for Udstillinger i Udlandet 1918-25.

## Stil
Carl Brummer fik sit gennembrud med Ellestuen, et frit komponeret, malerisk landhus, meget forskelligt fra datidens konventionelle villatype. Det vakte megen opmærksomhed både ude og hjemme. Ideerne i det var beslægtet med dem, som i de samme år modnedes hos Martin Nyrop, og videreførelsen af dem i ekspressiv retning gjorde Brummer til en af de førende yngre arkitekter i den frodige og frigjorte villaarkitektur mellem år 1900 og 1. verdenskrig. Hans Ryvangsvillaer, f.eks. Ivar Knudsens og dr.jur. Møllers er blandt de mest individualiserede og særprægede af denne periodes huse. Han var også ret tidligt inde på at lære af bygningskunsten fra slutningen af 1700-tallet (f.eks. Aage Heymans nybarokke villa, 1907), og da nyklassicismen satte ind, fik også Brummers arbejder en mere regelbunden og stilpræget karakter. Den ortodokse C.F. Hansen-retning holdt han sig imidlertid temmelig fri af, da barok og rokoko tydeligvis stod hans hjerte nærmere (f.eks. Harald Simonsens Palæ 1918). Samtidig gik han i denne periode i retning af en usmykket arkitektur, med rod i dansk empire og udformet som enkelt, funktionsbestemt byggeri (tydeligst i Gurre Kirke 1918 og i arkitektens eget hus 1920). Omtrent ved denne tid var han en ivrig forkæmper for de strømninger, der kom til Danmark fra Deutscher Werkbund.
Han var internationalt orienteret, publicerede i tidsskrifter som The Studio, og det lykkedes ham at gøre sine huse kendte uden for landets grænser, særligt i Tyskland og England, hvor hans ekspressive anvendelse af teglet var populært.
Han var bidragyder til Salmonsens Konversationsleksikon (2. udg.), hvor han tog sig af arkitekturemnerne.
Carl Brummer blev gift med kunstneren Benedicte Brummer, født Olrik, den 8. april 1910 på Frederiksberg. Parret ligger begravet på Gentofte Kirkegård.

## Udstillinger
Han udstillede i Stockholm 1896, på Verdensudstillingen i Paris 1900, på Kgl. Kunstgewerbemuseum i Berlin 1910-11; Leipzig 1913; Gent 1921; London 1927; Chicago 1928 og i Liège 1930. Desuden på Bygge- og Boligudstillingen i Forum København 1929 og septemberudstilingen på Charlottenborg 1943.

## Bygninger
- Ellestuen, Hellebæk (1895) og Pedersens hus, København
- Nazarethkirken, Ryslinge (1898)
- Axel Henriques' villa, Gentofte (1903)
- Ivar Knudsens villa, København (1904)
- Holstebro Valgmenighedskirke (1905)
- Aage Heymans villa, København (1907)
- Ernst Møllers villa, Gentofte (1908)
- Birkeborg, Skodsborg (1910)
- Valdemar Ludvigsens villa, København (1910)
- Bakkehuset, Vedbæk (1916)
- Christiansgave, Rungsted (1918)
- Interiør, Christiansgave, Rungsted (1918)
- Gurre Kirke (1918)
- Harald Simonsens palæ, København (1918)
- Paul Hagemanns palæ, København (1918)
- Smidstrupøre, Rungsted (1918)
- Statens Gymnastikinstitut, København (1922)
- Statens Gymnastikinstitut, København (1922)
- Kjøbenhavns Handelsbank, København (1928)
- Unitarernes Hus, København (1928)
- Den Danske Pavillon, Venedig (1931)
- Kølles Gård, Humlebæk (1932)

(i Københavnsområdet, hvor ikke andet er nævnt)
- Ellestuen, Hellebæk (1895)[3]
- Villa Rica for billedhugger Siegfred Wagner, Lottenborgvej 21, Kongens Lyngby (1896, ombygget 1964 af Kay Fisker)
- Villa Peberbøssen, Bergensgade (1896)
- Nazarethkirken, Ryslinge (1898, gennemgribende ombygning af kirke fra 1866)
- Axel Henriques (sv)' villa, nu Willis A/S, Tuborgvej 5 (1903, helt ombygget)
- Direktør Ivar Knudsens villa, nu Buddhistisk Center København, Svanemøllevej 56, Ryvangen (1904)[3]
- Hellerupgård, restaurering og ombygning (1904, nedrevet 1954)
- Holstebro Valgmenighedskirke, Holstebro (1905)
- Aage Heymans villa, siden homøopatisk hospital og nu Københavns Pædagogseminarium, Strandvejen 93/Rosbæksvej, Ryvangen (1907, tildelt Eckersberg Medaillen)
- Det norske Hus, Carlsminde park, Søllerød, flyttet til Rudegårds Allé 7c (1907)
- Villa for fabrikant Harry Dessau, Odense (1907)
- Hartmanns villa, St. Amandsberg, Gent, Belgien (1907)
- Frydenlund ved Trørød, restaurering og ombygning (1908, sammen med V.J. Mørk-Hansen)
- Villa for grosserer A.C. Illum, Hveensvej 6, Vedbæk (1908-12, nedrevet, bortset fra gartnerbolig og duetårn på Sofievej 1)
- Redaktør Christian Gulmanns villa, Vestagervej 7, Ryvangen (1908)
- Dr.jur. Ernst Møllers villa, Lundevangsvej 12, Ryvangen (1908, fredet)[3]
- Villa Søholt for snedkermester Otto Meyer, Taarbæk Strandvej 20, Tårbæk (1908-09)
- Grosserer Lorenz Beijers hus, Villa Birkeborg, Skodsborg (1909-10, nedrevet 1961)
- Konsul, fabrikant Valdemar Ludvigsens villa, nu De Samvirkende Købmænd, Svanemøllevej 41 (1910, for begge Eckersberg Medaillen 1911)
- Konsul Ditlev Lauritzens hus, Scherfigsvej 9 (1914)
- Villa for Prof. Maas, Frohnau ved Berlin (1914)
- Bygninger i Wildersgade for Burmeister & Wain (1916)
- Vekselerer Johan Levins landsted Bakkehuset, Vedbæk Strandvej 373 i Vedbæk (1916, have af Erik Erstad-Jørgensen)
- Restaurering af Strandmøllen og opførelse af hegnsmur foran Drewsens Palæ (1917-20)
- Benny Dessaus landsted i Villingbæk (1918)
- Gurre Kirke (1918)
- Vekselerer Paul Hagemanns palæ, siden Finlands ambassade, Grønningen 11 / Hammerensgade 5 / Jens Kofods Gade 6 (1918)
- Grosserer Harald Simonsens palæ Lille Amalienborg, Dag Hammarskjölds Allé 28 (1918)
- Landstedet Christiansgave (en) for grosserer Chr. W. Messerschmidt, Rungsted Strandvej 50, ved Smidstrup (1918, garager og domestikboliger nedrevet 1953, have opr. af Erik Erstad-Jørgensen, grunden bebygget med gårdhavehuse ved Jean Fehmerling)
- Grosserer Valerius Ragoczys landsted Smidstrupøre (en), Smidstrupørevej 10, Smidstrup (1918, haven opr. anlagt af Erik Erstad-Jørgensen, senere omlagt 1942 ved C.Th. Sørensen)
- Eget hus, Dyrehavevej 32, Klampenborg (1920)
- Overretssagfører Gulmanns landsted Gamlehave, siden Geodætisk Institut, Gamlehave Allé 22, Charlottenlund (1920, sammen med Thorkild Henningsen)
- Spædbørnhjemmet Danmark, Klampenborg (1922)
- Statens Gymnastikinstitut, nu Institut for Idræt, Københavns Universitet, Nørre Allé (1922)
- Bispegården i Haderslev (1924)
- Villa, Dyrehavevej 46, Klampenborg (1924)
- Beboelseskarré, Lyngbyvej (1926)
- Det Danske Sømandshjem i Gent, Belgien (1927)
- Kjøbenhavns Handelsbanks hjørneejendom Vingårdstræde 3 / Laksegade 4 (1927-28)
- Unitarernes Hus, Dag Hammarskjölds Allé 30 (1928)
- Direktør og skibsreder A.O. Andersens landsted Rønhave, nu Det Apostoliske Nuntiatur, Immortellevej 11, Vedbæk (1929)
- Københavns Handelsbanks nybygning, Holmens Kanal 6-8 / Laksegade 5, og ombygning af Frederik L. Levys nabobygning, Holmens Kanal 4 (1928-30)
- Pavillon for dansk Kunst på Biennalen i Venedig (1931)
- Kroen Kølles Gård, Gammel Strandvej, Humlebæk (1932)
- Skovriderbolig Dybvad (1933)
- Villa med tøndehvælvet tag, Herredsvej 42, Gentofte (1933)
- Lejrskole ved Buresø (Buehus) (1935)
- Generalkonsul H.O. Langes landsted ved Holte (1935)
- Restaureringen af Tikøb Kirke (1942)

Derudover adskillige interiører i privathuse og kontorbygninger fx Burmeister & Wain; en del skibsinteriører mellem 1908 og 13, heriblandt Kongeskibet Dannebrog, M/S Selandia (1911), M/S Fionia og M/S Parkeston, S/S Frederik VIII og Dampfærgen Danmark.

### Monumenter
- Rekonstruktion af Kronborgs fontæne (1899, sammen med Thomas Bærentzen)
- Lysekronerne til Riddersalen og Valdemarssalen på Frederiksborg Slot (1900, sammen med Thomas Bærentzen)
- prinsesse Maries sarkofag i Roskilde Domkirke
- Dantesøjlen ved Dantes Plads i København
- Mindesten for nordiske frivillige i De Slesvigske Krige på Dybbøl Banke (1936)
- Krigergrav ved Tinglev
- Italiensk soldatermindesmærke på Vestre Kirkegård
- Direktør Witzkes gravkammer på Garnisons Kirkegård
- Hofjuveler Carl Michelsens gravkammer, Søllerød Kirkegård
- Ingrid Jespersens gravmæle på Egebæksvang Kirkegård (1938)
- Derudover talrige møbler mm.

### Projekter
- Udsmykning af og møbler til Ambassadørsalen i Regeringspaladset i Mexico City (1902)
- Christiansborgs genopbygning (1905, sammen med V.J. Mørk-Hansen, modtog 2. præmien)
- Fredspaladset i Haag
- Haveby ved Vestenceinten i København (1927)
- Bebyggelse ved Christianshavns Torv (1929)
- Sanering af Borgergade-kvarteret (1932)
- Badeanlæg ved Avedøre (1936)
- Det Danske Institut for Videnskab og Kunst i Rom (1938)
- Skulpturhal langs Sølvgade i Kongens Have (1941)
- Buegange langs Tivolis facade mod Hovedbanegården
- Forenkling af Glyptotekets facade
- Et amerikansk gesandtskabspalæ
- Hotelprojekter, bl.a. ved Frederiksborg Slotssø